# Tropa de élite 2
Tropa de elite 2: o inimigo agora é outro (Tropa de élite 2: el enemigo ahora es otro, en Hispanoamérica; y Tropa de élite 2: la redada, en España) es una película brasileña de acción y drama de 2010. 
Fue producida y dirigida por José Padilha, y protagonizada por Wagner Moura. 
Es una secuela de la película de 2007, Tropa de élite.
Continúa el relato semificcional del BOPE (siglas en portugués: Batalhão de Operações Policiais Especiais: batallón de operaciones policiales especiales) de la Policía Militar del Estado de Río de Janeiro, con un enfoque en la relación entre la política y la aplicación de la ley.
La película fue estrenada en Brasil el 8 de octubre de 2010.

## Argumento
En esta ocasión, la historia se sitúa trece años después y aborda nuevamente los conflictos sociales desde el punto de vista del temido Batallón de Operaciones Especiales de la Policía Militar (BOPE), pero ahora con el fuerte surgimiento de los grupos parapoliciales (milicias).
Nascimento (Wagner Moura), ahora teniente coronel, aún continuaba en el BOPE esta vez dirigiendo las operaciones desde su comando hasta que el desenlace de un hecho inusual en un amotinamiento, dentro de una cárcel de máxima seguridad, cambia los rumbos del ahora capitán André Matías (también del BOPE) y un nuevo personaje, el izquierdista Diogo Fraga. La operación realizada por el BOPE para apaciguar el amotinamiento es duramente criticada por algunos medios pero bien aceptada por otros entornos de la sociedad; este suceso le produce un ascenso inesperado al coronel Nascimento y le abre la puerta a un cargo más alto como subsecretario de Seguridad del Gobierno de Río de Janeiro dándole la oportunidad de realizar grandes cambios en el BOPE que hace buen tiempo había sido descuidado por las autoridades corruptas.
Por otra parte Nascimento tenía que afrontar el drama del enfrentamiento y la incomprensión de su hijo adolescente que vivía con su madre Rosane quien ahora tenía un nuevo compromiso con su antagónico personaje: Fraga. Este último se obsesionaba con mellar la labor de los hombres del BOPE, quienes arriesgando sus vidas en condiciones de abandono por la autoridad mantenían el orden en la seguridad pública en Río de Janeiro. Tiempo después Fraga llegaría a ser elegido como diputado en la cámara del parlamento nacional.
Asimismo el coronel Nascimento, aprovechando su nuevo cargo, logra que su batallón tenga grandes mejoras aumentando su número de efectivos y convirtiéndola en una máquina de guerra. Cuando la violencia de los narcotraficantes de las favelas de Río de Janeiro parecía desaparecer surge un nuevo problema: el de la nueva violencia protagonizada por las milicias, compuestas por expolicías y exmilitares que, nacidas bajo el pretexto de proteger a las comunidades de favelas de la violencia de los traficantes de droga, se han convertido en una violencia mayor si cabe por sus convivencias con el poder político y judicial.
Las milicias consiguen hasta modificar sentencias judiciales y elegir diputados en el Congreso Nacional subvencionando sus campañas con el dinero de la violencia y de la droga. Es así que Matías es asesinado por el mayor Rocha en una simulada escaramuza, dentro de una megaoperación realizada en la favela El Tanque; en este hecho se ven involucrados estos mercenarios que también eran parte de la Policía Militar (PM). El ahora coronel PM Fábio, presencia este asesinato y se guarda el rencor al ser Matías uno de sus mejores amigos quien años atrás le había salvado la vida junto a su excolega Neto que fue asesinado años atrás por un narcotraficante en una favela.
La trama sigue su curso mientras que el teniente coronel Nascimiento se ve dolido por la muerte de su pupilo Matías y jura llegar hasta la verdad de los hechos a toda costa, conforme avanza sus investigaciones se da cuenta de que está rodeado de enemigos en su lucha por combatir el sistema corrupto. Esto no pasa desapercibido por la mafia de milicianos que tenían como siguiente objetivo al nuevo diputado Fraga; en un intento por asesinarlo hieren al hijo de Nascimento quien milagrosamente es salvado a tiempo pero ahora la vida de él corre peligro.
Los milicianos traman un plan para asesinar a Nascimento, esperándolo a su salida del hospital tras haber visitado a su hijo, van por él fuertemente armados; y cuando están por ejecutarlo aparecen sorpresivamente sus fieles amigos Caveiras BOPE vestidos de civil y equipados con armas tácticas, quienes con su destreza combativa, los acaban batiéndolos en espectacular combate haciendo que los restantes mercenarios huyan cobardemente. Luego de ese atentado el retirado coronel Nascimento rinde sus declaraciones ante una comisión presidida por Fraga; ello desencadena varias denuncias y encarcelaciones de funcionarios corruptos, a su vez se dan asesinatos encubiertos de gente ligada a las mafias milicianas. Por su lado, el coronel Fábio toma venganza de la muerte de André matando a Rocha, quien era uno de sus socios en la milicia, llegando así a liderar otro nuevo grupo corrupto dentro de su comando en la PM.
Finalmente Nascimento acaba dejando su mensaje que para que el poderoso sistema corrupto sea derrotado pasará un buen tiempo y más vidas inocentes estarán en peligro.

## Reparto
- Wagner Moura: teniente coronel Roberto Nascimento del BOPE y subsecretario de Seguridad Pública de Río de Janeiro SSP
- André Ramiro: André Matías, capitán del Equipo Alfa del BOPE.
- Milhem Cortaz: teniente coronel Fábio Barbosa de la Policía Militar, quien tiene nexos en la milicia con el mayor Rocha.
- Irandhir Santos: Diogo Fraga, un revolucionario y profesor de Historia, se convierte en diputado luego del incidente en la cárcel de Bangú.
- Maria Ribeiro: Rosane, exesposa de Nascimento y madre de Rafael, ahora comprometida con Fraga.
- Sandro Rocha: mayor Rocha, villano principal en el film, dirige a los grupos parapoliciales de Río de Janeiro.
- Tainá Muller: Clara, periodista de un periódico sensacionalista, que colabora con Fraga.
- Seu Jorge: Beirada, criminal responsable de liderar la rebelión en Bangú.
- Abdré Mattos: Fortunato, diputado estadual y presentador de un programa de televisión sensasionalista.
- Emilio Orciollo Neto: Valmir, un policía de inteligencia que trabaja con Nascimento cuando éste ingresa al SSP.
- Paulo Hamilton: Soldado Paulo, sale en el entierro de André Matías.
- Bruno Delia: Mayor Azevedo, colega de Nascimento en el BOPE.
- André Santinho: Mayor Renan, reemplaza a Nascimento en el comando de operaciones  BOPE cuando él va a la SSP.
- Ricardo Sodré: Sargento Bocão, colaborador de Matías en las operaciones del Equipo Alfa BOPE.